# Horst Georg Skorupa
Horst Georg Skorupa (* 18. Januar 1941 in Breslau; † 14. oder 18. November 2004 in Schaddel) war ein deutscher Keramiker.

## Leben und Werk
Skorupa studierte von 1961 bis 1963 bei Herbert Behrens-Hangeler und Fritz Dähn an der Kunsthochschule Berlin-Weißensee Malerei. Er brach das Studium ab und arbeitete bis 1965 als Hilfsarbeiter. Von 1966 bis 1968 studierte er in Leipzig an der Fachschule für Museologen. Danach war er bis 1970 Assistent am Regionalmuseum Bad Frankenhausen und am Regionalmuseum Neubrandenburg und bis 1973 technischer Mitarbeiter des Gerhart-Hauptmann-Theaters Görlitz. 
Ab 1973 war Skorupa als Keramiker freischaffend in Grimma tätig, wo er im Jahr zuvor eine alte Wassermühle erworben hatte. 1974 gründete er mit Astrid Dannegger, Sigrid Huß (* 1929) und Regina Junge (* 1939) in Schaddel das Kollegium Bildender Künstler „Schaddelmühle“, dessen Vorsitzender er bis 1978 war. Durch Vermittlung des Ministeriums für Kultur konnte er mit Astrid Dannegger und Regina Junge mehrmals für zwei bis drei Monate künstlerisch im Porzellanwerk Lichte-Wallendorf arbeiten. 1975 nahm Skorupa am 1. Internationalen Keramiksymposium in Römhild teil. 1976 erhielt er anlässlich der Ausstellung „Junge Künstler der DDR“ in Berlin den Preis für Kunsthandwerk. 1981/82 hielt er sich zur künstlerischen Arbeit im Studio der Staatlichen Porzellanmanufaktur Meißen auf.
Skorupa war von 1973 bis 1990 Mitglied des Verbands Bildender Künstler der DDR und gehörte dem Vorstand des Bezirks Leipzig an. Er hatte in der DDR und im Ausland eine bedeutende Zahl von Einzelausstellungen und Ausstellungsbeteiligungen, u. a. von 1977 bis 1988 auf der VIII. bis X. Kunstausstellung der DDR in Dresden.
Ab 1991 arbeitete er mit dem Keramiker Martin Gruner (* 1955) in der Schaddelmühle in einem gemeinsamen Atelier. Wegen der schweren Erkrankung an Multipler Sklerose beendete er 1992 seine künstlerische Arbeit. Er verstarb in seinem Wohn-Atelier in der denkmalgeschützten Schaddelmühle.
Zu Skorupas Gesamtwerk gehören Gefäß- und Objektplastiken, Reliefs und Bildplatten in Porzellan, Keramik und Fayence. Eine Besonderheit von ihm sind „Klappfiguren“ und aus Ofenfüßen gestaltete Vasen. Er realisierte einige bau- und architekturbezogene Kunstwerke in Porzellan und farbigen Tonen. Ab 1978 setzte er auch die Drehtechnik mit Töpferscheibe ein. Als Motive wählte er häufig Tiere (insbesondere Pferde), Figuren aus der griechischen und römischen Mythologie und christlichen Ikonografie, Narren und Fabelwesen. Zur Dekoration verwendete er Bemalungen, plastische Garnituren und Ritzungen. Neben seinen Keramikarbeiten wirkte Skorupa als Maler und Grafiker, schuf Collagen und Lithografien.
Keramische Werke Skorupas befinden sich u. a. im Museum für Angewandte Kunst in Gera und im Kreismuseum Grimma. Seine Arbeiten sind auf dem aktuellen Kunstmarkt präsent.

## Werke (Auswahl)

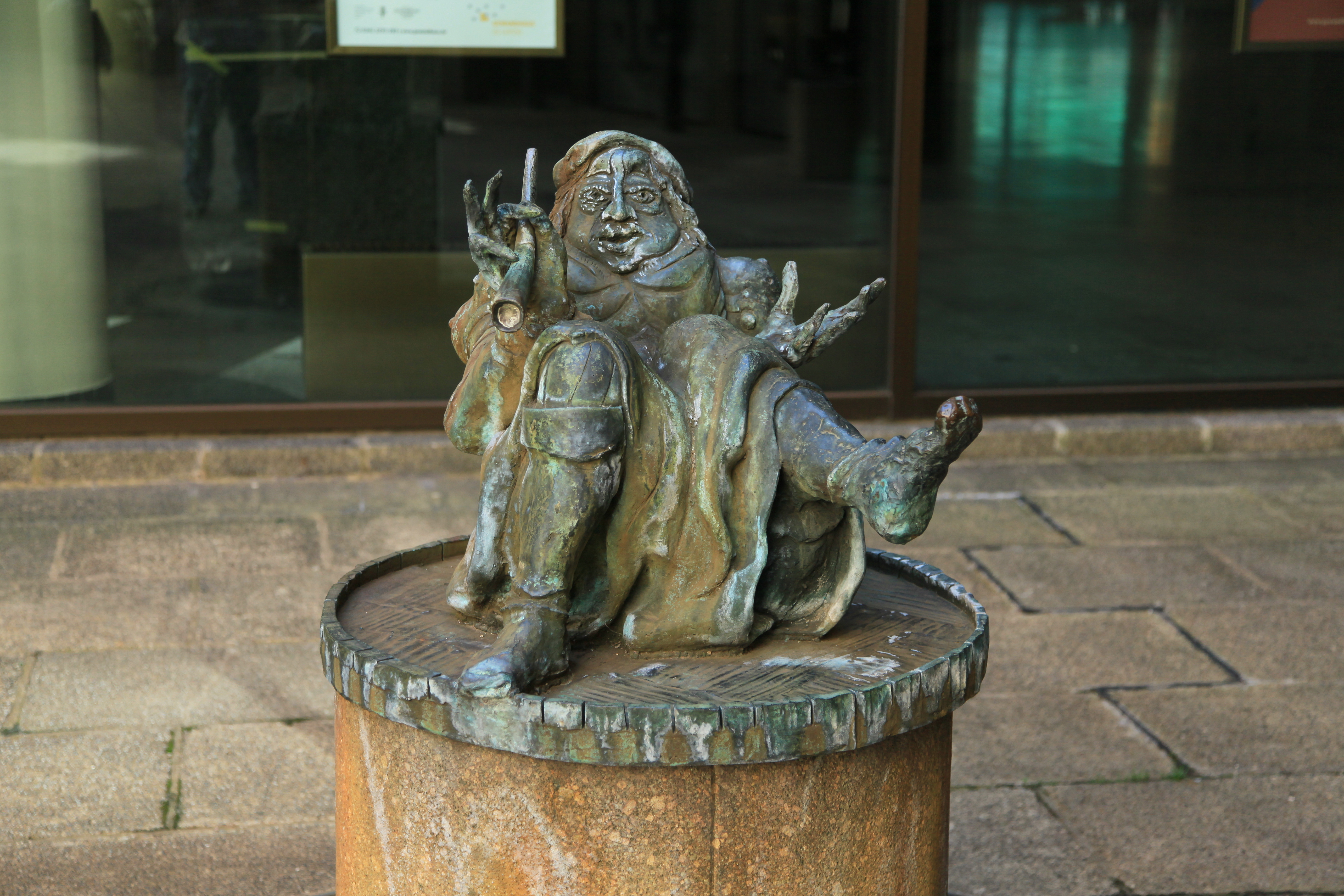
Stadtpfeiferbrunnen in Leipzig

- Wandbild Essen, Trinken, Feiern, 1976/77, VEB Großwäscherei, Geithain, mit Astrid Dannegger und Regina Junge
- Wandgestaltung Böttgersaal, 1978, Internationales Handelszentrum, Berlin-Friedrichstraße, mit Astrid Dannegger
- Vase Drachenpfuhl, 1978
- Modell für Stadtpfeiferbrunnen, 1982, Neues Gewandhaus, Leipzig

## Ausstellungen (unvollständig)

### Einzelausstellungen
- 1980: Wörlitz, Staatliche Schlösser und Gärten
- 1983: Leipzig, Galerie im Hörsaalbau der Karl-Marx-Universität („Profile – Leipziger Kunsthandwerker“; mit Astrid Dannegger, Friedemann Lenk, Ulrike und Thomas Oelzner, Ingrid Schultheiss, und Monika Winkler)
- 1986: Greifswald, Greifen-Galerie
- 1987: Leipzig, Galerie im Hörsaalbau der Karl-Marx-Universität
- 1988: Leipzig, Klub und Galerie Nord

### Postume Ausstellung von Werken Skorupas
- 2010: Erfurt, Kulturhof im Güldenen Krönbacken; Lübsdorf, Kunstverein Wiligrad und Römhild, Museum Schloss Glücksburg („35 Jahre Internationales Keramiksymposium Römhild“)